# Morning Dew
«Morning Dew» (с англ. — «Утренняя роса») — песня, написанная канадской фолк-певицей Бонни Добсон в начале 1960-х годов. В 1961 году Добсон представила песню "Morning Dew" на первом фольклорном фестивале (Mariposa Folk Festival) в Ориллье. Вскоре концертная запись появилась на концертном альбоме Bonnie Dobson at Folk City (1962), а в 1969 году Добсон записала студийную версию этой песни для своего одноимённого альбома.
Песня стала широко известной благодаря кавер-версиям различных музыкантов, среди которых можно назвать таких известных исполнителей, как Тим Роуз, Джефф Бек (дебютный альбом с вокалом Рода Стюарта, 1968), Роберт Плант (альбом Dreamland, 2002) и группы Grateful Dead (дебютный альбом, 1967) и Nazareth (дебютный альбом, 1971).

## Содержание песни
Текст песни представляет собой диалог между мужчиной и женщиной, единственными выжившими после ядерной катастрофы. 
По словам самой Добсон, вдохновением для этой песни послужил фильм «На берегу», в котором рассказывается о людях, выживших после ядерной войны. Добсон написала песню, когда гостила у своей подруги в Лос-Анджелесе, она вспоминала, как гости в квартире размышляли о последствиях ядерной войны, и «после того, как все легли спать, я села и внезапно начала писать эту песню, [хотя] я никогда не писала [песни] в своей жизни".